# Kenny Perry
Pour les articles homonymes, voir Perry.
Kenny Perry, né le 10 août 1960 à Elizabethtown, est un golfeur professionnel américain. il fait ses débuts professionnels en 1982, il a notamment remporté 14 tournois au cours de sa carrière dont 12 sur le PGA Tour, sa meilleure performance sur un tournoi du grand chelem fut une seconde place au championnat de la PGA en 1996 derrière son compatriote Mark Brooks. Lors du Masters 2009, il termine de nouveau second d'un grand chelem, échouant lors du deuxième trou d'un play-off face à l'Argentin Ángel Cabrera. Chad Campbell a également participé au play-off, mais a été éliminé après le premier trou de celui-ci.

## Palmarès
PGA Tour
| Année | Tournoi                   | Score                    | Second(s)                                        | Écart   |
| ----- | ------------------------- | ------------------------ | ------------------------------------------------ | ------- |
| 1991  | Memorial Tournament       | -15 (70-63-69-71=273)    | Hale Irwin                                       | Playoff |
| 1994  | New England Classic       | -16 (67-66-70-65=268)    | David Feherty                                    | 1 coup  |
| 1995  | Bob Hope Chrysler Classic | -25 (63-71-64-67-70=335) | David Duval                                      | 1 coup  |
| 2001  | Buick Open                | -25 (66-64-64-69=263)    | Chris DiMarco Jim Furyk                          | 2 coups |
| 2003  | Bank of America Colonial  | -19 (68-64-61-68=261)    | Justin Leonard                                   | 6 coups |
| 2003  | Memorial Tournament       | -13 (65-68-70-72=275)    | Lee Janzen                                       | 2 coups |
| 2003  | Greater Milwaukee Open    | -12 (69-67-66-66=268)    | Steve Allan Heath Slocum                         | 1 coup  |
| 2005  | Bay Hill Invitational     | -12 (70-68-68-70=276)    | Graeme McDowell Vijay Singh                      | 2 coups |
| 2005  | Bank of America Colonial  | -19 (65-63-64-69=261)    | Billy Mayfair                                    | 7 coups |
| 2008  | Memorial Tournament       | -8 (66-71-74-69=280)     | Matthew Goggin Jerry Kelly Justin Rose Mike Weir | 2 coups |
| 2008  | Buick Open                | -19 (69-67-67-66=269)    | Woody Austin Bubba Watson                        | 1 coup  |
| 2008  | John Deere Classic        | -16 (65-66-67-70=268)    | Brad Adamonis Jay Williamson                     | Playoff |
| 2009  | FBR Open                  | -14 (72-63-66-69=270)    | Charley Hoffman                                  | Playoff |
| 2009  | Travelers Championship    | -22 (61-68-66-63=258)    | Paul Goydos David Toms                           | 3 coups |